# Женска рукометна репрезентација Велике Британије
Женска рукометна репрезентација Велике Британије у организацији Рукометног савеза Велике Британије представља Велику Британију у рукомету на свим значајнијим светским и континенталним такмичењима.

## Успеси репрезентације

### Наступи наОлимпијским играма
| Година       | Турнир      | Пласман   | ИГ | П | Н | И | ГД | ГП  | ГР  |
| ------------ | ----------- | --------- | -- | - | - | - | -- | --- | --- |
| Лондон 2012. | Групна фаза | 12. место | 5  | 0 | 0 | 5 | 91 | 166 | -75 |
| Укупно       | 1           | 12. место | 5  | 0 | 0 | 5 | 91 | 166 | -75 |

### Наступи наСветским првенствима
- Велика Британија није до сада учествовала ни на једном Светском првенству у рукомету за жене

### Наступи наЕвропским првенствима
- Велика Британија није до сада учествовала ни на једном Европском првенству у рукомету за жене